# Marie-Ève Janvier

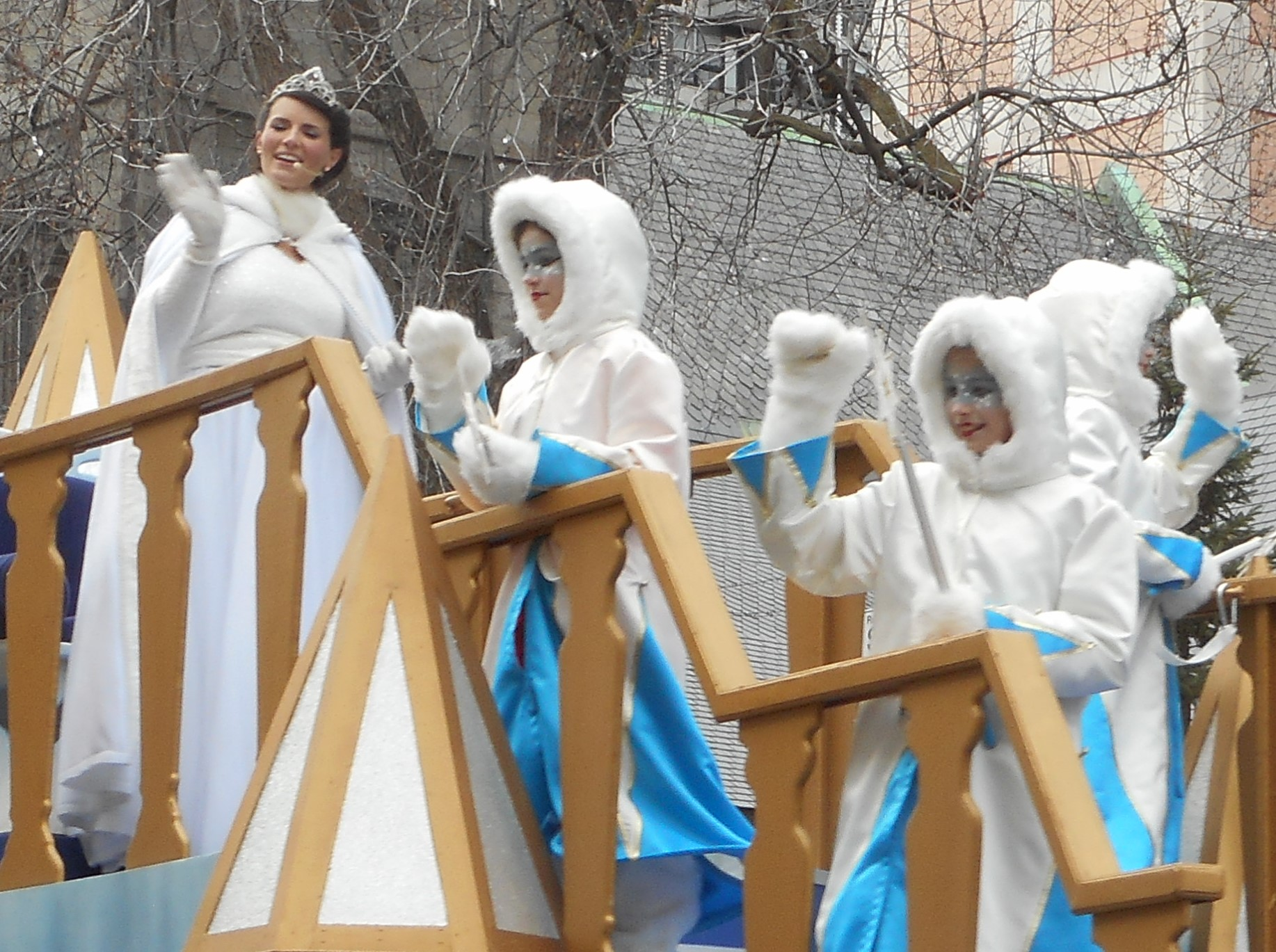
Marie-Ève Janvier personnifie la fée des étoiles lors du défilé du Père Noël de 2015

Marie-Ève Janvier, née à Roxton Pond le 9 novembre 1984, est une chanteuse et animatrice de radio québécoise (Canada).

## Biographie
Marie-Ève a fait ses débuts dans la troupe Musicophonie. Elle est remarquée par le pianiste Daniel Mercure durant une prestation au téléthon les enfants des étoiles. Monsieur Mercure fait écouter l'interprétation de Marie-Ève à Luc Plamondon, ce qui entraîne ses débuts dans Notre-Dame de Paris comme doublure et par la suite dans Don juan comme un des premiers rôles auprès de Jean-François Breau, qui devient son conjoint par la suite. Elle a animé la télé-réalité L'amour est dans le pré.
Depuis, l'automne 2017, elle anime sur les ondes de Rythme FM.

## Vie privée
Marie-Ève est née le 9 novembre 1984 ; ses parents sont Benoît Janvier et Johanne Lussier. Elle est l'aînée de 3 enfants : son frère Louis-Philippe Janvier, né en 1986 et décédé en 2013 d'un cancer, était pigiste et monteur vidéo aux Productions J, humoriste et animateur ; sa sœur Émilie Janvier, née en 1990, auteure-compositrice-interprète et choriste à l'émission En direct de l'univers à Radio-Canada.
Marie-Ève est en couple avec l'auteur-compositeur-interprète acadien Jean-François Breau depuis 2004. Elle accouche d'une petite fille prénommée Léa, le 3 mars 2016.
Elle se marie avec le chanteur Jean-François le 1er octobre 2021.

## Émission radio
- 2022 - Aujourd'hui : Les filles du lunch[3] - Rythme FM - Avec Maripier Morin
- 2017-2022 : Rythme au travail[4] - Rythme FM

## Émission télé
- 2012- 2020 : L'amour est dans le pré" - V-télé
- 2014-2015 : C'est ma toune - Ici radio-Canada télé
- 2014-2015 : Au-delà du clips - V-télé

## Discographie

### Albums
- 1998 - Princesse Sissi (Bande originale)
- 2003 - Mon frère l'ours (Bande originale)
- 2003 - Don Juan
- 2004 - Don Juan (L'intégrale)
- 2007 - Marie-Ève Janvier (Solo)

Marie-Ève Janvier et Jean-François Breau
- 2009 - Donner pour donner
- 2011 - La vie à deux
- 2013 - Noël à deux
- 2014 - Libre
- 2016 - La route infinie

### Singles
- 2011 - J'ai un problème avec Jean-François Breau

### Autres
- Les Adieux en duo dans La Cinéscénie du Puy du Fou[5].